# Sinophorus neoprocerus
Sinophorus neoprocerus är en stekelart som beskrevs av Sanborne 1984. Sinophorus neoprocerus ingår i släktet Sinophorus och familjen brokparasitsteklar. Inga underarter finns listade i Catalogue of Life.